# Banari (Bułgaria)
Banari (bułg. Банари) – nieistniejąca, wyludniała wieś w Bułgarii, w obwodzie Gabrowo, w gminie Drjanowo, jej powierzchnia została przyłączona do Głuszki.